# ホワイト・オランダー
『ホワイト・オランダー』（White Oleander）は2002年に制作され、日本で2003年に公開されたアメリカ映画。
原作はジャネット・フィッチの「扉」。

## ストーリー
アストリッドは母親イングリッドと一緒に幸せに暮らしていた。けれどもある日、母親は殺人容疑で逮捕されてしまう。
里親を転々とすることになったアストリッドだがその後、嫉妬、自己嫌悪、金と言ったことに悩まされていく。

## キャスト
※括弧内は日本語吹替
- アストリッド・マグヌセン - アリソン・ローマン（本名陽子）
- イングリッド・マグヌセン - ミシェル・ファイファー（勝生真沙子）
- クレア・リチャーズ - レネー・ゼルウィガー（安藤麻吹）
- スター - ロビン・ライト・ペン（山像かおり）
- バリー - ビリー・コノリー（辻つとむ）
- レナ - スヴェトラーナ・エフレモヴァ（宮寺智子）
- ポール - パトリック・フュジット（浪川大輔）
- マーク・リチャーズ - ノア・ワイリー（内田夕夜）
- マルティネス - エイミー・アキノ（磯辺万沙子）